# Xysticus grallator
Xysticus grallator es una especie de araña cangrejo del género Xysticus, orden Araneae. Fue descrita científicamente por Simon en 1932.

## Distribución geográfica
Se distribuye por Portugal, España, Francia (Córcega) e Italia (Cerdeña).